# Forellenquintett

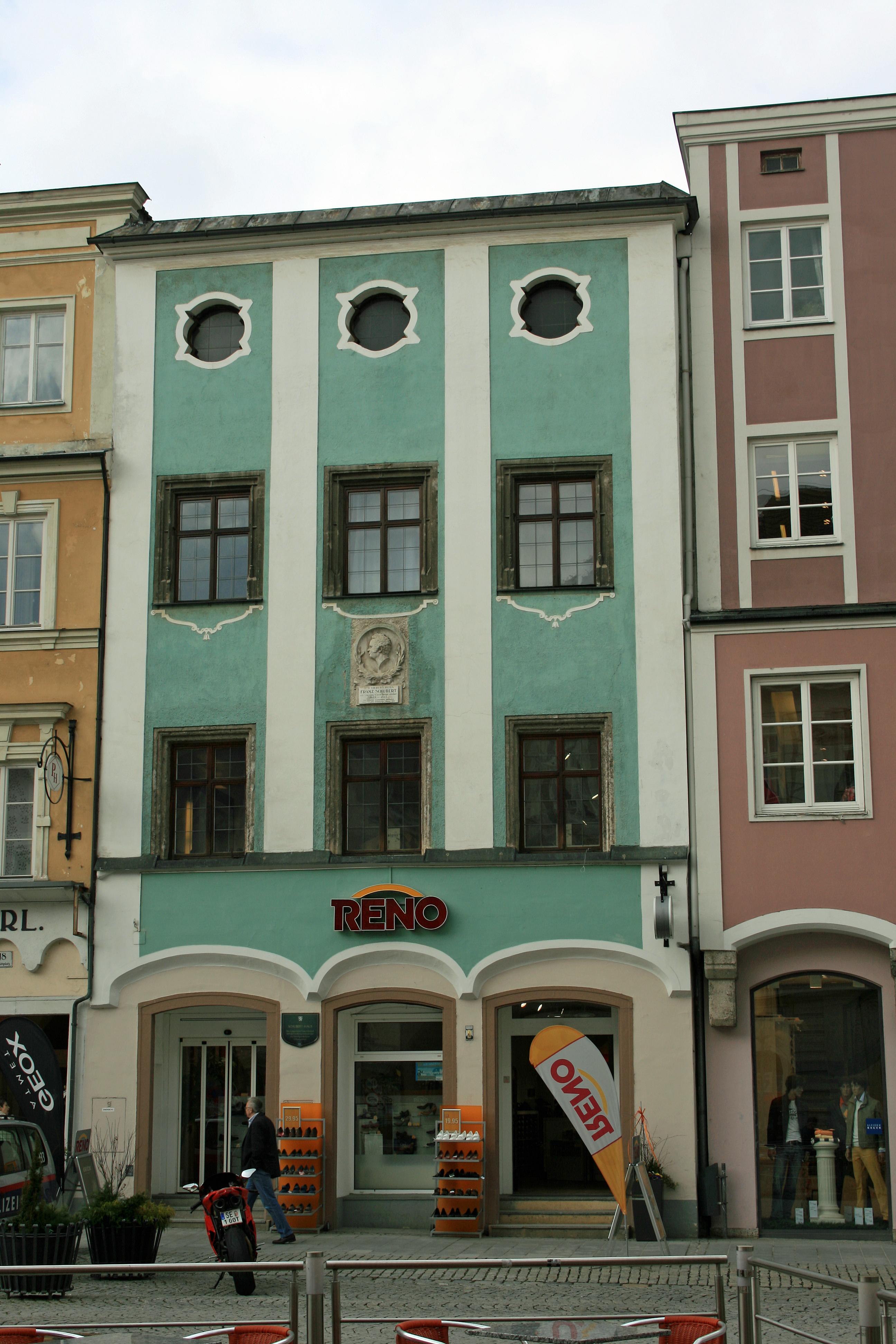
Schuberthaus am Steyrer Stadtplatz Nr. 16

Das Klavierquintett opus post. 114 – D 667 in A-Dur von Franz Schubert ist unter dem Namen Forellenquintett bekannt. Es ist Schuberts einziges Klavierquintett und verlangt die aus heutiger Sicht unübliche Besetzung Pianoforte, Violine, Viola, Violoncello und Kontrabass, für die jedoch von Anfang des 19. Jahrhunderts bis kurz vor dem Ersten Weltkrieg eine ganze Reihe von Werken geschrieben wurden.

## Entstehung und Erstausgabe
Schubert begann die Komposition des heiteren Stücks vermutlich im Jahre 1819 während seines ersten Aufenthaltes in Steyr, Österreich, und vollendete es in Wien. Als einzige handschriftliche Quelle blieb eine Abschrift in Stimmen von Schuberts Freund Albert Stadler. Aus ihrem Titelblatt geht hervor, dass das Quintett auf Anregung und Wunsch des Steyrer Musikmäzens und Cellisten Silvester Paumgartner entstand und ihm auch gewidmet ist.
Im Jahr nach Schuberts Tod, 1829, veröffentlichte der Wiener Musikverleger Josef Czerny, der das eigenschriftliche Manuskript aus Schuberts Nachlass gekauft hatte, dieses Quintett ebenfalls in Stimmen als op. post. 114. Das Autograph ist bis heute verschollen, doch war es mit ziemlicher Sicherheit Vorlage für Abschrift und Erstausgabe. Vergleicht man Stadlers Stimmen mit denjenigen der Wiener Erstausgabe, so ist aus vielen Details zu erkennen, dass das Autograph in Partitur notiert gewesen sein muss.
Den Beinamen erhielt das Quintett, weil Schubert dem Variationensatz sein Lied Die Forelle als Thema zugrunde legte (nach dem Gedicht von Christian Friedrich Daniel Schubart).

## Struktur
Das Forellenquintett besteht aus fünf Sätzen:
1. Alegro vivace
Die Audiowiedergabe wird in deinem Browser nicht unterstützt. Du kannst die Audiodatei herunterladen.
2. Andante
3. Scherzo – Presto
4. Thema – Andantino – Variazioni I–V – Allegretto
Im Unterschied zu Beethovens Variationstechnik wird das thematische Material nicht transformiert. Das Thema wird eher umspielt und dekoriert und im Ausdrucksgehalt abgewandelt. Das Thema wird in jeder Variation von einem anderen Instrument getragen. Ab der 5. Variation wird die Tonart modulatorisch gewechselt, um in der letzten Variation zur Ausgangstonart zurückzukehren.
5. Finale – Allegro giusto